# Allostichaster hartii
Allostichaster hartii is een zeester uit de familie Stichasteridae.
De wetenschappelijke naam van de soort werd in 1879 gepubliceerd door Rathbun.